# 4075 Sviridov
A 4075 Sviridov (ideiglenes jelöléssel 1982 TL1) a Naprendszer kisbolygóövében található aszteroida. Ljudmila Georgijevna Karacskina fedezte fel 1982. október 14-én.